# Llau de Catxí
La llau de Catxí és una llau del terme de Conca de Dalt, al Pallars Jussà, dins de l'antic terme d'Hortoneda de la Conca, en territori del poble d'Hortoneda.
S'origina a migdia d'Hortoneda, per l'adjunció de la llau de Cantellet i el barranc de la Coma de l'Olla, a migdia dels Bancalons. Des d'aquest lloc s'adreça cap al nord fent revolts a causa del relleu que ha de travessar. Deixa els Bancalons a ponent i el Serrat de Segalars a llevant, travessa les Colomines, entre el poble d'Hortoneda i el seu barri de Segalars, deixa el Tossalet a la dreta i les Ribes a l'esquerra, just en el lloc on rep per la dreta la llau de Segan. Continua cap al nord i passa al nord-oest de les partides de l'Escaleta i de la Colladeta, i troba a llevant lo Tossalet. Després passa a llevant de la Roca de Seguers i a ponent de les Barrancs, més endavant deixa a ponent la Roca Roia i la Roca de l'Abeller de Carrutxo, lloc on rep per la dreta el barranc de la Creu i la llau del Racó del Pou, i en arribar a la partida d'Eroles canvia de nom i s'aboca en el barranc d'Eroles.